# Felix Colgrave
Felix Colgrave (29 november 1992) is een Australische animator, cartoonist, regisseur, filmmaker, en muzikant. De distributie van het werk van Colgrave is gericht op YouTube, waar zijn kanaal 1,21 miljoen abonnees heeft sinds 15 juni 2020. Colgrave gebruikt een combinatie van verschillende programma's voor zijn animaties, maar vooral After Effects en Flash.

## Werk
Colgrave is betrokken geweest bij verschillende commerciële projecten en heeft gewerkt voor klanten zoals Vice en Comedy Central, en heeft animaties bijgedragen aan Trip Tank en Off the Air. Hij leverde enkele in-game animaties voor Bethesda's Fallout 4.
Het YouTube-kanaal van Colgrave bevat 2D surrealistische, psychedelische animaties, waarvan de helft meer dan een miljoen keer is bekeken. "DOUBLE KING", heeft vanaf juni 2020 meer dan 38 miljoen views. Colgrave creëerde ook de muziek voor de DOUBLE KING-animatie, die hij uitbracht als een album getiteld Royal Noises from Dead Kingdoms.
Zijn animatie "Man Spaghetti" is te zien geweest op de animatiewebsite Cartoon Brew. Colgrave heeft een aantal muziekvideo's geregisseerd, waaronder video's voor DJ Mustard, Nicki Minaj & Jeremih's "Don't Hurt Me" Fever The Ghost's "SOURCE", en Shoe's "Egg".
Hij heeft de storyboards gemaakt voor Childish Gambino's muziekvideo voor Feels Like Summer.
Colgrave werd geïnterviewd in het Sydney Opera House met gastheren uit Comedy Central en Super Deluxe.

## Prijzen en erkenning
De animatie "DOUBLE KING" heeft de prijs van beste van de maand gewonnen op Vimeo. Zijn vervolgwerk "Flying Bamboo" was de opening voor het Melbourne International Film Festival.
"The Elephant's Garden" won "Beste Australische Film" op het Melbourne International Animation Festival in 2014. Zowel "DOUBLE KING" als "The Elephant's Garden" staan in het boek getiteld Australian Animation: An International History.

## Privéleven
Felix Colgrave animeert al sinds hij een kind was. Een van zijn eerste animaties, "Last Resort", werd begin 2008 gemaakt toen hij 15 jaar oud was.
Colgrave's vrouw, Zoë is een kostuum- en make-upartiest, bekend als Trugglet op Instagram. Ze werden verloofd op 31 oktober 2016; op 23 februari 2019 onthulde Colgrave dat hij één kind heeft met zijn vrouw. Momenteel woont hij in Melbourne, Australië.